# Palabra de mujer (telenovela)
Palabra de mujer es una telenovela mexicana producida por José Alberto Castro para Televisa.
Está protagonizada por Edith González, Yadhira Carrillo, Ludwika Paleta, Lidia Ávila y Juan Soler, con las participaciones antagónicas de Cynthia Klitbo, Víctor Noriega y Agustín Arana y con las actuaciones estelares de Otto Sirgo, Roberto Ballesteros, Alejandro de la Madrid, Rafael Puente del Río, Lisardo, Dalilah Polanco y los primeros actores Irma Lozano, Salvador Sánchez y Margarita Isabel.
Se trata de una nueva versión de la telenovela argentina El amor tiene cara de mujer de 1964, anteriormente el desarrollo de la trama era en un salón de belleza para esta nueva versión se cambió por una casa productora.

## Historia
Cuando tras 22 años de matrimonio, su esposo la deja por la secretaria, la reacción de Vanesa es poco común. Decide crear un programa de televisión dedicado exclusivamente a los problemas de esos congéneres.
En ese programa trabajarán Vanesa y Paulina, su mejor amiga, una chica de sociedad que busca valerse por sí misma. Ahí llega buscando empleo Matilde, una luchadora joven de clase humilde. La cuarta de este grupo de amigas es Fernanda la contadora, una madre soltera que ha dedicado su vida su hija.
Aunque provienen de diferentes mundos, estas cuatro mujeres sacaran adelante el programa “Palabra de mujer” y se apoyaran mutuamente para poder enfrentar la crisis que se les presenta.

## Elenco
- Edith González - Vanessa Noriega Blanco de Medina
- Yadhira Carrillo - Fernanda Ortiz Barquín de Gil
- Ludwika Paleta - Paulina Álvarez y Junco Navarro
- Lidia Ávila - Matilde Solano Mellado de Landeta
- Juan Soler - Martín Castellanos
- Cynthia Klitbo - Delia Ibarra Perfecta Vda. de Landeta
- Víctor Noriega - Emmanuel San Román
- Lisardo - Hernán Gil
- Agustín Arana - Julián Medina
- Margarita Isabel - Consuelo Perfecta Vda. de Ibarra
- Alejandro de la Madrid - Adrián Vallejo Navarro
- Rafael Puente del Río - Roberto "Betito" Landeta Ibarra
- Irma Lozano - Carlota  Álvarez y Junco Riquelme
- Salvador Sánchez - Don Guadalupe "Lupe" Solano
- Miguel Loyo - Ismael Solano Mellado
- Otto Sirgo - Mariano Álvarez y Junco Riquelme
- Dalilah Polanco - Irma López
- Yula Pozo - Doña Rosa Mellado Ruiz de Solano
- Amairani - Sonia Garros de San Román
- Jessica Coch - María Inés Castrejón
- Alejandro Nones - Octavio Longoria
- Úrsula Montserrat - Silvia Longoria
- Jacqueline Voltaire - Flora Navarro Santibañez de Álvarez y Junco
- Natalia Téllez - Beatriz "Bety" Ortiz
- Claudia Godínez - Gina San Román
- Kendra Santacruz - Clara Medina Noriega
- Alberich Bormann - '"Emiliano Medina Noriega
- Osvaldo de León - Ariel Castellanos
- Daniel Berlanga - Jorge "Danny" Medina Noriega
- Opi Domínguez - Liliana "Lily" Rodríguez
- Carolina Jaramillo - Tamara Fuentes
- Roberto Ballesteros - Genaro Arreola
- Jéssica Mas - Mireya Aranda
- Roxana Rojo de la Vega - Erika Valtierra
- Eugenio Cobo - Armando Longoria
- Julio Bracho Castillo - Germán Mondragón
- Antonio de la Vega - Saúl Figueroa
- Dolores Salomón "Bodokito" - Benita Valente
- Montserrat Oliver - Monserrat León

## Equipo de producción
- Historia original de: Nené Cascallar
- Adaptación y libretos: Jesús Calzada, Gabriel Briceño, Alejandro Pohlenz, Janely Lee
- Edición literaria: Janely Lee, Vanesa Varela
- Tema: Ella se ha cansado
- Letra y música: Bebe
- Intérprete: Bebe
- Dirección de arte: Sandra Cortés
- Escenografía: Ernesto Esteva
- Ambientación: Esperanza Carmona, Verónica Morales
- Coordinación de relaciones públicas y marketing: Karla Velázquez
- Diseño de vestuario: Martha Leticia Rivera, Elizabeth Brady
- Edición: Juan Ordóñez, Héctor Flores
- Coordinación de producción: Olga Rodríguez
- Jefe de producción en foro: Marco Antonio Cano
- Jefe de producción en locación: Raúl Reyes Uicab
- Coordinación general y artística: Georgina Ramos
- Director de diálogos: Salvador Sánchez
- Dirección de cámaras: Ernesto Arreola, Lino Adrián Gama Esquinca, Karlos Velázquez, Carlos Sánchez Ross
- Dirección: Benjamín Cann, Eric Morales, Salvador Sánchez
- Productores asociados: Ernesto Hernández, Fausto Sáinz
- Productor ejecutivo: José Alberto Castro

## Premios y nominaciones

### Premios TVyNovelas 2009
| Categoría                  | Persona         | Resultado |
| -------------------------- | --------------- | --------- |
| Mejor actor                | Juan Soler      | Nominado  |
| Mejor actriz antagónica    | Cynthia Klitbo  | Nominada  |
| Mejor actor coestelar      | Agustín Arana   | Nominado  |
| Mejor revelación masculina | Osvaldo de León | Nominado  |

## Versiones
- En 1966 se realizó en Brasil una versión de esta telenovela, que se llamó O amor tem cara de mulher.[1]
- En 1971 se realizó una versión en México, con el mismo título, con Silvia Derbez, Irma Lozano, Iran Eory y Lucy Gallardo.
- En 1973 se llevó al cine en México, dirigida por Tito Davison.[2]
- En 1976 se hizo una versión argentina con Virginia Lago, Cristina Tejedor, Beatriz Día Quiroga, Dora Prince y Christian Bach.
- En 1984, se repitió nuevamente en México con el título de Principessa cambiando el desarrollo de la trama de un salón de belleza a una boutique.
- En 1994 se hizo otra versión, en una asociación con la empresa mexicana Televisa en coproducción con el canal El Trece de Argentina El amor tiene cara de mujer, con Thelma Biral, Marita Ballesteros, Laura Novoa, Marcelo Alfaro y Laura Flores.